# Sorbato di calcio
Il sorbato di calcio è il sale di calcio dell'acido sorbico. A temperatura ambiente si presenta come una polvere bianca inodore.

## Proprietà
Il sorbato di calcio è lievemente solubile in lipidi e solventi organici. Se usato come conservante, previene la formazione di muffe ed il rilascio di aflatossine.

## Produzione
Il sorbato di calcio viene principalmente sintetizzato tramite neutralizzazione dell'acido sorbico.

## Uso come additivo
Grazie alle sue proprietà antifungine e antibatteriche, il sorbato di calcio trova impiego come conservante nell'industria alimentare, sotto la denominazione E203. È usato principalmente nei latticini e nel pane di segale, ma si può anche trovare in frutta candita, sidro, succhi di frutta concentrati, creme per ripieni e guarnizioni, albicocche secche, pizze surgelate, macedonie di frutta, capsule di gelatina, margarina, bevande analcoliche e zuppe. Funziona meglio in ambienti con un pH inferiore a 6,5. La sua DGA è di 25 mg per kg di massa corporea. Non ne sono noti effetti collaterali.